# Ricardo García Damborenea
Ricardo García Damborenea   (Madrid, 6 de febrer de 1940) és un metge i polític basc que estigué vinculat amb els GAL.

## Biografia
Va estudiar a Bilbao amb Txabi Etxebarrieta, qui posteriorment s'uniria a ETA. Especialista en urologia, va ser cap del servei de nefrologia de l'Hospital de Cruces (Barakaldo); encara que és més conegut per la seva activitat política i, sobretot, per la seva implicació en els GAL.

### Trajectòria política
Dintre del Partit Socialista d'Euskadi (PSE, federació del Partit Socialista Obrer Espanyol), fou elegit diputat a les eleccions al Parlament Basc de 1980, i va liderar des del seu càrrec de secretari general de Biscaia un corrent crític contra el Partit Nacionalista Basc. Això li va dur a durs enfrontaments dialèctics amb els líders del partit, principalment amb el seu president, Xabier Arzalluz, que li van portar serioses enemistats, però també les simpaties d'àmplies capes de població espanyola, que consideraven que aquestes eren les coses que calia dir. Enfrontat amb el corrent més procliu a arribar a pactes amb el PNB, encapçalada per Ramón Jáuregui, després d'unes tibants reeleccions que es va imposar el sector partidari d'arribar a acords, va ser rellevat del càrrec. Així, es va arribar al govern de coalició en el qual Ramón Jáuregui va ser nomenat vicelehendakari del govern presidit pel peneuvista José Antonio Ardanza.

### La guerra bruta i l'abandó de la política
Algun temps després va ser processat en el judici pels crims dels Grups Antiterroristes d'Alliberament, després de l'escàndol de la "guerra bruta" contra ETA, ingressant a la presó preventiva el 17 de febrer de 1995. El 25 de maig de 1998 va ser condemnat pel segrest del ciutadà francès Segundo Marey. Encara que inicialment (igual que la resta dels implicats) havia negat qualsevol relació amb les accions del GAL, va acabar admetent els fets, afirmant que no es penedeix del que va fer, declarant que dintre del context que es va iniciar, la seva era l'única forma de resposta possible.
Van ser molt polèmiques les seves afirmacions que Felipe González, llavors president de govern, havia estat en tot moment al corrent dels fets. La seva col·laboració amb la justícia va fer que sortís aviat de la presó, abans que altres implicats en la trama dels GAL, com el general Enrique Rodríguez Galindo o el mateix exministre José Barrionuevo. Posteriorment, va aparèixer en un míting electoral a la plaça de toros de Saragossa al costat de José María Aznar, llavors candidat a la presidència d'Espanya pel Partit Popular, el que el va fer creditor de serioses crítiques en sectors de l'esquerra. En l'actualitat no se li coneix cap activitat política.
En l'any 2000, ja retirat de la política, García Damborenea va sorprendre amb la publicació d'un assaig divulgatiu sobre l'art del raonament lògic en una petita editorial, i que incloïa un detallat diccionari de fal·làcies lògiques L'obra, titulada Uso de razón i dividida en tres parts, examina els principals conceptes que intervenen en els raonaments quotidians, així com els errors lògics que se sol incórrer o els recursos que se solen emprar en el paralogisme i fal·làcia. L'obra va ser publicada completa online i ha seguit actualitzant-se.